# Немінка
Немінка — річка в Україні, у межах Іллінецького району Вінницької області. Ліва притока Собу (басейн Південного Бугу). Тече через села Тягун та Неменка. Впадає у Соб за 68 км від гирла. Довжина — 16 км, площа басейну — 65,4 км².

## Притоки
Безіменна річка - права притока, що протікає через села Романово-Хутір та Неменка, впадає у Немінку за 3 км від гирла, довжина — 8,6 км, площа басейну - 23,8 км².